# Autoestrada A36
La Autoestrada A36, también conocida como IC 17 o CRIL - Circular Regional Interior de Lisboa, es una autopista de Portugal que circunvala la ciudad de Lisboa, la capital del país, de oeste a norte. Es comparable a autopistas como la M-30 o la M-40 en Madrid, el Rodoanel Mário Covas en São Paulo o el Grande Raccordo Anulare en Roma. La autopista enlaza Algés con Sacavém, con una longitud de 21 kilómetros, cerrando una anillo en torno a Lisboa, que se prolonga hacia el sur siguiendo lacontinuación de la A36 a través de la A12 que continúa por el Puente Vasco de Gama.
La A36 está identificada dentro del Plano Rodoviário Nacional 2000  como integrante del Itinerario Complementario 17. La concesionaria de esta autopista es Ascendi y está en régimen de autopista sin peaje.

## Finalidad
Esta autopista tiene la finalidad de canalizar y eliminar el tráfico a lo largo del perímetro del municipio de Lisboa. La A36 tiene principalmente un perfil de 2x3 carriles aunque en algunos tramos hay un número máximo de 4 carriles por sentido. El límite de velocidad es de 80 km/h entre Algés y la A8 (en este tramo, comparte 600 metros con la A8), 100 km/h en el tramo compartido con la A8 y 90 km/h entre la IP7 y la A12. Esta tiene 14 enlaces e infraestructuras como el túnel do Grilo (527 m), el túnel da Venda Nova (250 m) y el túnel da Damaia / Santa Cruz (1500 m).

## Problemas en su construcción
Esta autopista ha tenido diversos problemas tanto a nivel geográfico (debido a la geografía de los terrenos que rodean Lisboa) como a nivel administrativo (debido a las empresas situadas en los alrededores de Lisboa). Este es el caso del punto kilométrico 10 (900 metros después del nudo de Pontinha con la IC16) que atraviesa los terrenos de la Escuela Profesional Agrícola D. Dinis. Si el trazado de la autopista no fuera el actual, esta tendría que dar una enorme curva que aumentaría su recorrido y tendría que acabar con barrios residenciales cercanos. Sin embargo, las dos estructuras son totalmente independientes, pues el acceso a los terrenos de la escuela se realiza a través de un paso superior, debidamente aislado.
Otro problema surgido fue el de la finalización de la autopista, que se detalla a continuación.

### Finalización de la CRIL: Tramo Buraca - Pontinha

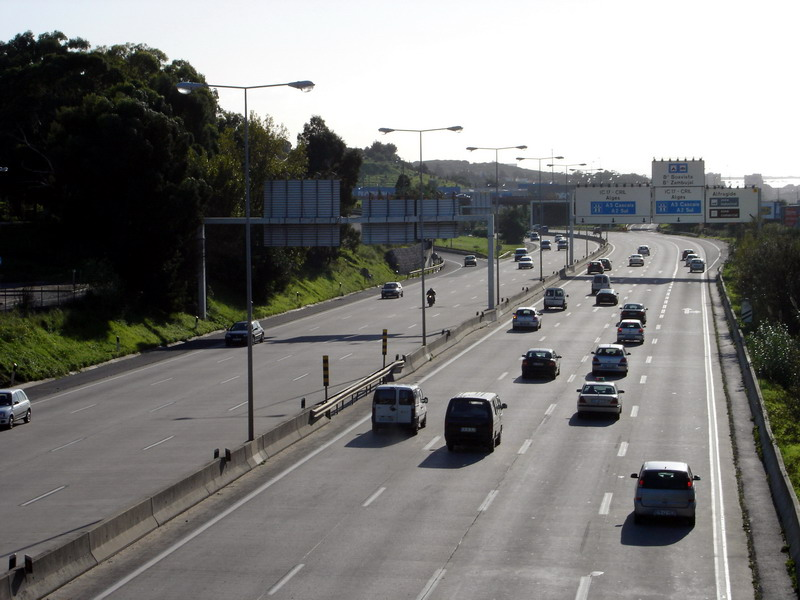
Tramo de la A36, en Lisboa, con 4 carriles por sentido de circulación.

El último tramo de la CRIL entre Buraca y Pontinha, con una extensión aproximada de 4 km, fue inaugurado el 16 de abril de 2011. El inicio de los trabajos fue retrasado debido a los desacuerdos y controversias en la elección del trazado.
Llegándose a un entendimiento entre los concejos de Amadora, Odivelas y Lisboa, la obra fue adjudicada para lograr la conclusión de una vía fundamental con es la A36. El proyecto consistió en la construcción de un túnel que atraviesa las zonas más populares de los tres concejos (Buraca y Alfornelos). En parte de este nuevo tramo, la CRIL  también va abierta (por ejemplo, junto al Barrio de Santa Cruz).
La primera apertura parcial ocurrió el 15 de julio de 2010, cuando se inauguró el tramo restante de la CRIL aunque sólo en el sentido Sacavém - Algés hasta Alfornelos.

## Tramos
| Tramo                                      | Estado (2012)                                              | Longitud (km) |
| ------------------------------------------ | ---------------------------------------------------------- | ------------- |
| Algés - Miraflores                         | En servicio (2002) (Concesionaria: Grande Lisboa)          | 0,7           |
| Miraflores - Buraca ( A 37 )               | En servicio (1995) (Concesionaria: Grande Lisboa)          | 4,5           |
| Buraca ( A 37 ) - Pontinha ( A 16 )        | En servicio (abril de 2011) (Concesionaria: Grande Lisboa) | 3,8           |
| Pontinha ( A 16 ) - Sacavém ( A 12 / A 1 ) | En servicio (1998) (Concesionaria: Grande Lisboa)          | 11,5          |

## Capacidad
| Sección                  | Capacidad | Longitud |
| ------------------------ | --------- | -------- |
| Algés - A 5              |           | 2 km     |
| A 5 - Túnel do Grilo     | o         | 14 km    |
| Túnel do Grilo - Sacavém |           | 4 km     |

## Salidas
| Número de Salida                             | Nombre de Salida                                                                               | Carretera que enlaza                 |
| -------------------------------------------- | ---------------------------------------------------------------------------------------------- | ------------------------------------ |
|                                              | Lisboa - Belém - Alcântara Tránsito local I.P.I.M.A.R.                                         |                                      |
| 1                                            | Cascais Oeiras                                                                                 | N 6                                  |
| 2 (sentido Algés)                            | Linda-a-Velha Miraflores Algés                                                                 |                                      |
| 3                                            | Lisboa - A 2 Setúbal (sentido Sacavém) Cascais - Oeiras (sentido Algés)                        | A 5                                  |
| 4                                            | Amadora - Sintra (sentido Sacavém) Belém - A 5 Lisboa - A 2 Setúbal (sentido Algés)            | N 117                                |
| 4A (sentido Sacavém)                         | Buraca Campismo Otros destinos                                                                 |                                      |
| 5                                            | Alfragide Zona industrial Zona comercial                                                       |                                      |
| 6                                            | Sintra - Amadora - Buraca Lisboa (centro) - Benfica - aeropuerto                               | A 37 IC 19 2.ª Circular              |
| 7                                            | Portas de Benfica Venda Nova Damaia Amadora (centro) Pedralvas                                 |                                      |
| 8                                            | Amadora (centro) Benfica Alfornelos Falagueira Pedralvas                                       |                                      |
| 9                                            | São Brás Belas - A 9 (CREL) 2ª circular - Benfica - Pontinha                                   | A 16 IC 16                           |
| 10                                           | Odivelas (oeste) Zona comercial                                                                |                                      |
| 11                                           | Odivelas - A 9 (CREL) Lisboa (centro) - Lumiar - Olival Basto                                  | A 40 IC 22 N 8 (Calçada de Carriche) |
| 12                                           | Loures Leiría                                                                                  | A 8                                  |
| 13                                           | Lisboa - Camarate A 2 Setúbal                                                                  | IP 7 (Eje Norte-Sur)                 |
| 14                                           | Lisboa (centro) - aeropuerto Alverca - Oporto Parque das Nações - Moscavide Sacavém - Bobadela | 2.ª Circular A 1 A 30 IC 2           |
|                                              | Fin de la A 36 (CRIL) IC 17 (CRIL) Continúa por A 12 con dirección a:                          | A 12                                 |
| Montijo - Setúbal - A 2 Puente Vasco da Gama |                                                                                                | A 12                                 |